# 费利克斯·罗兰·穆米埃
费利克斯·罗兰·穆米埃（法語：Félix-Roland Moumié，1926年—1960年11月3日），喀麦隆反殖民运动喀麦隆人民联盟领袖，1960年11月在瑞士日内瓦被法国对外情报和反间谍局前特工用铊暗杀。

## 生涯
1926年生于豐班。曾在塞内加尔达喀尔附近的威廉·蓬蒂师范学校学医。期间受共产主义与反殖民主义浪潮影响，思想左倾。1947年毕业后返回喀麦隆，加入了喀麦隆人民联盟。此后不断领导群众游行示威，要求中止法国托管。
1955年，该党被殖民当局宣布为非法。转而投入游击战，后流亡开罗。1958年4月在阿克拉参加非洲国家会议。1959年开始领导武装斗争，成立解放军。
1959年10月24日抵达北京访问。11月12日获周恩来总理接见。15日前往莫斯科，访问苏联。

## 暗杀
1960年10月15日，自称为新闻记者的法国对外情报和反间谍局特工威廉·贝斯特尔在总理米歇尔·德勃雷的命令下拜访了几天前到达瑞士日内瓦的穆米埃。贝斯特尔带领穆米埃参观了他的办公室，并且表示要在日内瓦的报纸上大力宣传喀麦隆人民联盟的斗争纲领。之后，贝斯特尔邀请穆米埃在日内瓦银盘酒店用餐。贝斯特尔给穆米埃斟了两杯酒。穆米埃在喝第二杯酒时感到有些涩口。在返回太平洋旅馆后，剧烈的胃痛。第二天，他被送进了医院。10月17日，穆米埃病情恶化，被转送到日内瓦坎多纳医院。11月3日停止呼吸。
1960年11月19日，其灵柩从日内瓦运抵几内亚科纳克里。